# Frutas de Aragón

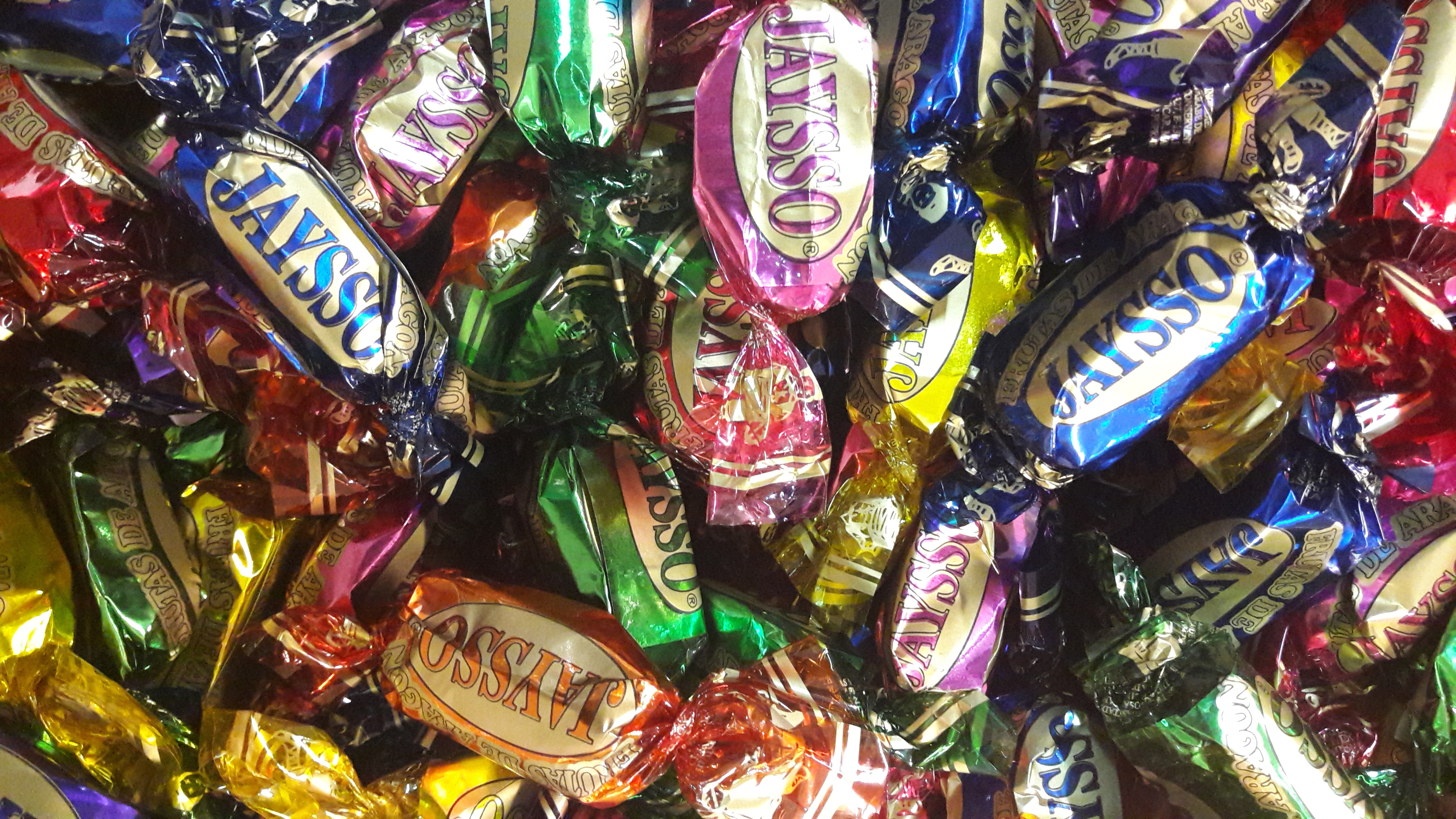
Frutas de Aragón tradicionales

Frutas de Aragón es el nombre de un dulce a base de frutas confitadas, es decir, maceradas y cocidas en una fuerte concentración de almíbar azucarado (y a veces en un licor) para que se conserven, que después son recubiertas de chocolate.
Su aspecto es similar al de un bombón. Las frutas más características suelen ser de manzana, pera, cereza, melocotón o naranjas. La operación de bañarlas completamente en chocolate (de un 60% de cacao) se hizo posteriormente. Se comercializan en cajas de madera de aspecto característico.